# Статичний скін-ефект
СТАТИЧНИЙ СКІН-ЕФЕКТ — концентрація постійного електричного струму поблизу поверхні провідника обмежених розмірів (тонка пластина або дріт) у сильному магнітному полі Н.

## Історія відкриття
Статичний скін-ефект (ССЕ) був передбачений М. Я. Азбелем у 1963 . Теорія цього ефекту побудовано роботах Азбеля та В. Г. Піщанського.   ССЕ у разі дифузного розсіювання носіїв заряду поверхнею металу розглянуто у роботі О. І. Копеліовича 

## Умови спостереження
ССЕ існує при низьких температурах, коли виконано нерівність {\displaystyle \omega _{c}\tau \gg 1}, де {\displaystyle \omega _{c}} - циклотронна частота руху електронів у магнітному полі, {\displaystyle \tau } - характерний час вільного пробігу електронів щодо об'ємних зіткнень. У цьому випадку струмові лінії концентруються у шарі товщиною порядку радіусу електронної орбіти у магнітному полі {\displaystyle r_{H}=v_{F}/\omega _{c}}, де {\displaystyle v_{F}} - ферміївська швидкість. Мінімальний розмір зразка {\displaystyle d} (товщина пластини, діаметр дроту) повинен задовольняти нерівності {\displaystyle r_{H}\ll d\ll l}, де {\displaystyle l=v_{F}\tau } - довжина вільного пробігу . На відміну від високочастотного скін-ефекту, коли весь струм сконцентрований у приповерхневому скін - шарі, при ССЕ щільність постійного струму j при видаленні вглиб зразка прагне не до нуля, а до значення, що відповідає щільності струму в масивному зразку, коли можна не враховувати розсіювання електронів  границях. 

## Якісне пояснення
ССЕ полягає у виникненні в магнітному полі поблизу поверхні провідника шару (товщиною {\displaystyle \backsim r_{H}}) з більшою, ніж в об'ємі, провідністю. При {\displaystyle \omega _{c}\tau \gg 1} поперечні (щодо Н) компоненти тензора провідності металів із замкнутими поверхнями Фермі зменшуються зі збільшенням часу вільного пробігу та у сильних магнітних полях їх величина істотно менша, ніж при Н = 0 Електрони, центр ларморівської орбіти яких знаходиться на відстані меншій ніж {\displaystyle 2r_{H}}, від границі зразка при кожному обороті навколо напрямку поля Н зіштовхуються з поверхнею, що призводить до існування приповерхневого шару з підвищеною провідністю.

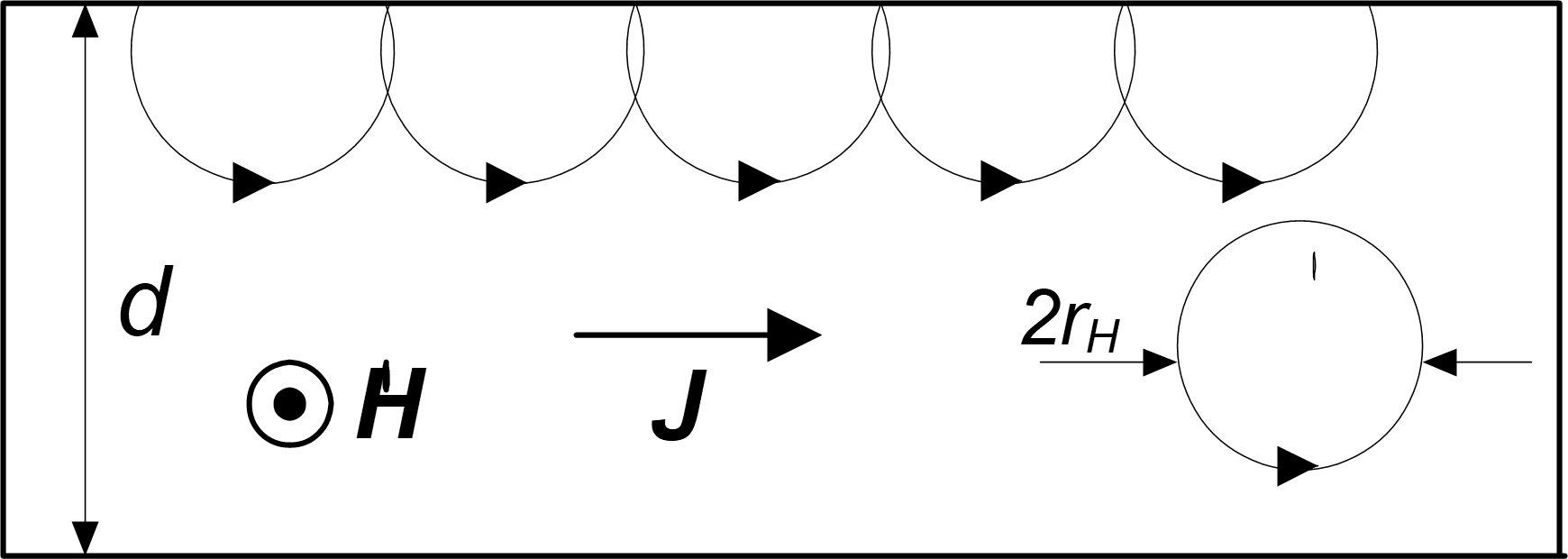
Рис.1. ССЕ при дзеркальному відбиті електронів поверхнею

Фізична причина виникнення ССЕ може бути пояснена на наступному прикладі. Розглянемо тонку пластину скомпенсованого металу або напівпровідника (число електронів дорівнює числу дірок), у яких об'ємна поперечна провідність {\displaystyle (\omega _{c}\tau )^{2}} разів менше, ніж провідність {\displaystyle \sigma _{0}} при Н =0. У паралельному поверхні магнітному полі електрони (дірки), що стикаються з поверхнею, рухаються вздовж неї по траєкторії, що «скаче», довжина якої порядку довжини вільного пробігу {\displaystyle l}. Отже, провідність приповерхневого шару завтовшки {\displaystyle r_{H}} за порядком величини збігається з {\displaystyle \sigma _{0}}, а її внесок у повну провідність пластини завтовшки {\displaystyle d} пропорційний {\displaystyle \sigma _{s}\thicksim \sigma _{0}(r_{H}/d)}. Якщо {\displaystyle d<r_{H}(\omega _{c}\tau )^{2}}, Основний струм протікає поблизу границі, тобто виникає ССЕ. 

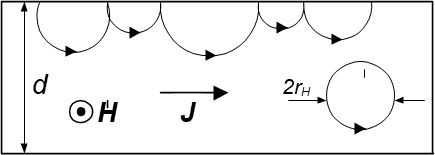
Рис.2. ССЕ при дифузному розсіюванні електронів поверхнею.

Такий же результат має місце і при дифузному розсіюванні електронів на поверхні, якщо при зіткненнях носіїв заряду з границею процеси перескоків між електронними та дірковими об'ємами поверхні Фермі малоймовірні. 